# Parallellprogrammering
Parallellprogrammering är en teknik för att parallellisera t.ex. ett datorsystem.
Programpråk som stödjer parallellprogrammering är t.ex. Ada, Java, Erlang, Pascal, Concurrent Pascal och Modula.
Hello World i Ada i parallellprogram kan se ut:
```
task Hello_World_Line_1; 
task body Hello_World_Line_1 is
begin
 loop
  delay 3.0;
  Put_Line("Hello World Line 1");
 end loop;
end Hello_World_Line_1;
```

```
task Hello_World_Line_2; 
task body Hello_World_Line_2 is
begin
 loop
  delay 5.0;
  Put_Line("Hello World Line 2");
 end loop;
end Hello_World_Line_2;
```

Edsger Dijkstra, Tony Hoare och Per Brinch Hansen var berömda inom parallellprogrammering.